# Jois
Jois (del húngaro: Nyulas) es una ciudad localizada en el Distrito de Neusiedl am See, estado de Burgenland, Austria.
- Datos: Q668135
- Multimedia: Jois / Q668135

1. ↑  Worldpostalcodes.org, código postal n.º 7093.